# Masdevallia decumana
Masdevallia decumana es una especie de orquídea epífita originaria del oeste de Sudamérica.

## Descripción
Es una orquídea de pequeño tamaño que prefiere el clima cálido a fresco, es de hábitos epífitas, con un delgado y negruzco ramicaule erecto que está envuelto basalmente por 2-3 vainas tubulares que llevan una sola hoja, apical, erecta, coriácea, elípticas, obtusas a redondeada que es cuneada a continuación en el pecíolo. Florece en invierno en una inflorescencia delgada, suberecta de 5-6 cm de largo, que deriva de una bráctea cerca de la base.

## Distribución y hábitat
Se encuentra en Perú y Ecuador en alturas de 1000-2500 metros en los bosques nubosos.

## Cultivo
Se debe mantener la planta en sombra parcial. La planta puede ser cultivada en condiciones frescas o intermedias. Poner la planta en una maceta con corteza fina, musgo sphagnum o perlita. Regar con regularidad y mantenerla húmeda.